# BSI
BSI,les sigles del qual corresponen a British Standards Institution, és una multinacional l'origen de la qual es basa en la creació de normes per a l'estandardització de processos. BSI és un organisme col·laborador d'ISO i proveïdor d'aquestes normes, són destacables l'ISO 9001, ISO 14001 i ISO 27001. Entre les seves activitats principals s'inclouen la certificació, auditoria i formació en les normes.

## Història
BSI va ser fundada pel comitè d'Enginyeria de normes de Londres en 1901. A poc a poc va estendre la seva activitat de normalització a altres àmbits i va adoptar el nom de British Standards Institution, després de rebre l'aprovació de la Royal Charter en 1929. En 1998, després d'una revisió de la Royal Charter, BSI va començar a diversificarse. D'aquesta manera es va establir el seu nom comercial fent referència a la seva presència Internacional: BSI Group.
Actualment BSI té presència en Àsia, Europa i Amèrica. L'organització duu a Espanya des de 1998 i ha centrat les seves activitats en: 
Auditoria
Certificació
Formació

## Auditoria
Les auditories proporcionades des de BSI Espanya es divideixen en: 
Auditories de segona part
Es tracta d'auditories realitzades en nom d'un client determinat que sol·licita els serveis de BSI, bé perquè aquesta tingui necessitat, ja que la mateixa organització sol·licitant no pugui proporcionar-la per si mateixa o bé perquè necessitin una tercera part neutral i experta que intervingui entre l'organització sol·licitant i els seus proveïdors.
Auditories de tercera part
Es tracta de les auditories que BSI realitza de manera independent.
BSI Espanya disposa d'un equip d'auditors repartits per tota la geografia espanyola que basen la seva labor diària en el concepte "d'Auditoria constructiva".

## Certificació
BSI Espanya certifica en les següents normes: 
Acompliment:
- Qualitat ISO 9001.
- Servei de Gestió TU ISO/IEC 20000.
- Automoció ISO/TS 16949.
- Aeroespacial AS9100.
- Telecomunicacions TL 9000.
- Gas & Petroleo ISO 29001.
- Satisfacció de client ISO 10002

Sostenibilitat:
- Medi ambient ISO 14001.
- Verificació de Memòries de Sostenibilitat GRI / AA 1000 AS
- Verificació de la Petjada de Carboni PAS 2050.
- Responsabilitat Social SA 8000.
- Desenvolupament sostenible BS 8900.
- Eficiència energètica EN 16001.

Risc:
- Seguretat Laboral OHSAS 18001.
- Seguretat de la Informació ISO/IEC 27001.
- Continuïtat de Negoci BS 25999.
- Seguretat Alimentària ISO 22000.
- Productes Mèdics ISO 13485.

## Formació
A BSI la formació és una eina fonamental per al coneixement, implantació i especialització en les normes des de les empreses. Els cursos que s'imparteixen atenen a les necessitats en el mercat. Així, responent a aquest criteri existeixen cursos per a les següents normes:
Qualitat: ISO 9001:2008.
Medi ambient: ISO 14001.
Continuïtat de Negoci: BS 25999.
Seguretat i Salut Laboral: OHSAS 18001.
Seguretat de la Informació: ISO 27001: 2005.
Tecnologies de la Informació: ISO/IEC 20000:2005.
Sistemes de Gestió integrats: PAS 99.
Automoció: ISO/TS 16949:2002.
Seguretat Alimentària: ISO 22000.
Existeixen tres tipus de cursos per a cada norma:
Cursos d'Introducció
En ells els alumnes no necessiten tenir cap coneixement previ de la norma.
Cursos d'Implantació
En els quals és aconsellable un coneixement previ de la norma.
Cursos d'Auditor Intern
Cursos d'Auditor Cap
Els cursos s'imparteixen en centres formatius situats en els centres de formació de BSI a Madrid, Barcelona, València, Bilbao i Marbella.
També existeix la modalitat de formació in-company.
Consulti el catàleg de formació 2009 
Vegi els cursos de formació online.

## Informació addicional
¿Que és una norma?
Les normes són guies que ajuden a dur a terme o efectuar determinats processos amb més eficiència i seguretat. S'han escrit sota un procés prescriptiu determinat per consultors i altres organitzacions competents i amb potestat en la matèria, per a la consecució d'un consens.
Així, el document aglutina referències que responen a determinades necessitats de les empreses i la societat.
Totes les normes venen de: especificacions, mètodes i codis de pràctica o guies.
Les normes poden referir-se a diferents temes. BSI certifica en normes de medi ambient (ISO 14001), qualitat (ISO: 9001), seguretat i salut laboral (OHSAS 18001), seguretat de la informació (ISO/IEC 27001), tecnologies de la informació (ISO/IEC 20000), continuïtat de negoci (BS 25999), etc.
Les normes britàniques es diuen BS (denominació de British Standards) aquest seria l'exemple de la norma de Continuïtat de Negoci BS 25999.
Com aconseguir les normes?
Pot adquirir qualsevol norma visitant la botiga de BSI i de manera fàcil i còmoda podrà localitzar la norma que desitgi i descarregar-la en format electrònic.
Si ho prefereix, també pot adquirir les normes en suport paper.
A més de normes BSI publica llibres i altres documents relatius a les normes que poden ser-li d'utilitat.
BSI disposa de Newsletter o butlletí de notícies electrònic per a mantenir-lo informat puntualment de tot o que esdevé en el sector.
En l'apartat de notes de premsa de la Web de BSI Espanya també pot conèixer tota l'actualitat: 
Nova ISO 9001:2008 
Nova OHSAS 18002.

## BSI a nivel internacional
Des de 1998 BSI ha anat experimentant un gran creixement, adquirint altres empreses:
1998 - CEEM, USA i la certificació internacional de normalització Pte Ltd, Singapur.
2002 - KPMG a Amèrica del Nord 
2003 - BSI Pacific Ltd, Hong Kong 
2004 - KPMG als Països Baixos 
2006- Nis Zert, Alemanya, Certificació en Benchmarking Pty Ltd, Austràlia; ASI-QS, Regne Unit